# Haute-Saône
Haute-Saône är ett departement i östra Frankrike, i regionen Bourgogne-Franche-Comté. I den tidigare regionindelningen som gällde fram till 2015 tillhörde Haute-Saône regionen Franche-Comté. Huvudort är Vesoul. Departementet har fått sitt namn efter floden Saône. 